# Abrela robusta
Abrela robusta är en insektsart som först beskrevs av David D. Gillette 1898.  Abrela robusta ingår i släktet Abrela och familjen dvärgstritar. Inga underarter finns listade i Catalogue of Life.